# 小林治人
小林 治人（こばやし はると、1937年 - ）は、日本のランドスケープアーキテクト。長野県松本市出身。英国ラントスケープ学会名誉会員。東京ランドスケープ研究所創設者。
1960年に「国家公務員試験上級造園職に合格。1961年、東京農業大学農学部造園学科卒業。同年から1963年まで建設省に属し都市局人事で新潟県に出向、土木部技術吏員として、三条と長岡においての災害復旧直江津港背後地の土地区画整理事業に従事後、東京コンサルタントに籍をおきながら友人ら三人でLA規格制作事務所を創設。1968年に株式会社東京ランドスケープ研究所を設立し代表取締役社長就任。2016年、株式会社東京ランドスケープ研究所の代表取締役会長、2018年、株式会社東京ランドスケープ研究所会長（founder）。一般社団法人 ランドスケープコンサルタンツ協会顧問、英国ランドスケープ学会 名誉副会長、公益社団法人 日本造園学会 名誉会員、東日本に花を咲かせ隊 隊長、ライティングコーディネート協会顧問など。
受賞歴は1972年、社団法人日本造園学会賞（設計部門）、東京農業大学造園大賞。1992年、社団法人 日本公園緑地協会北村賞。1993年、建設大臣表彰。
1997年、社団法人日本公園緑地協会佐藤国際交流賞。2001年、都市緑化推進功労賞。2009年に日本造園学会上原敬二賞　など。
受章は1995年に黄綬褒章、2007年に旭日小綬章。
主な著書に『ランドスケープデザイン（設景の世界）』（1巻～3巻 理工図書 1994年）、『「設景」その思想と展開』（マルモ出版 1996年）、『ランドスケープ・造園計画設計―小林治人とその仲間の仕事』（理工図書、1982)。共著に『建築設計資料集成5』（日本建築学会）、『ランドスケープ大系 3巻』（日本造園学会）、『造園ハンドブック』（日本造園学会：技報堂出版、1979）など。